# Talinaceae
Talinaceae er en familie af to slægter og 28 arter i Nellike-ordenen omfattende buske, slyngplanter og urter, hjemmehørende i Mellemamerika, Sydamerika og Afrika inkl. Madagascar.